# اجاکادیرناهالی
اجاکادیرناهالی (به انگلیسی: Ajjakadirenahalli) یک منطقهٔ مسکونی در هند است که در کارناتاکا واقع شده‌است.